# Berlin Auchumeb
Berlin Auchumeb (ur. 9 stycznia 1974) – namibijski piłkarz grający na pozycji napastnika.

## Kariera klubowa
W swojej karierze piłkarskiej Auchumeb grał w klubie Chief Santos z miasta Tsumeb.

## Kariera reprezentacyjna
W reprezentacji Namibii Auchumeb zadebiutował w 1998 roku. W 1998 roku został powołany do kadry na Puchar Narodów Afryki 1998. Na nim rozegrał dwa spotkania: z Angolą (3:3) i z Republiką Południowej Afryki (1:4). W kadrze narodowej grał do 2004 roku. Rozegrał w niej 11 meczów i strzelił 1 gola.